# Анджей Федукович
Анджей Федукович (пол. Andrzej Fedukowicz) — священник, настоятель римо-католицької кафедри у Житомирі.

## Життєвий шлях
Анджей Федукович народився 7 листопада 1875 р. у с. Денисово Дісненського повіту Віленської губернії, навчався у Житомирській духовній семінарії і Санкт-Петербурзькій імператорській римсько-католицькій духовній академії. У 1902 отримав священицький сан. У 1914 р. був призначений канцлером єпископської курії, а в 1917 р. став каноніком капітули Луцько-Житомирської дієцезії, віце-деканом та вікарієм храму св. Софії в Житомирі.
Користувався авторитетом серед вірян, допомагав людям, незважаючи на віросповідання чи національність, зокрема захищав євреїв перед польськими солдатами.У голодні післяреволюційні роки допомагав престарілим польським вчителям, за що був звинувачений у створенні контрреволюційної організації «Білий орел». 

## Арешти та смерть

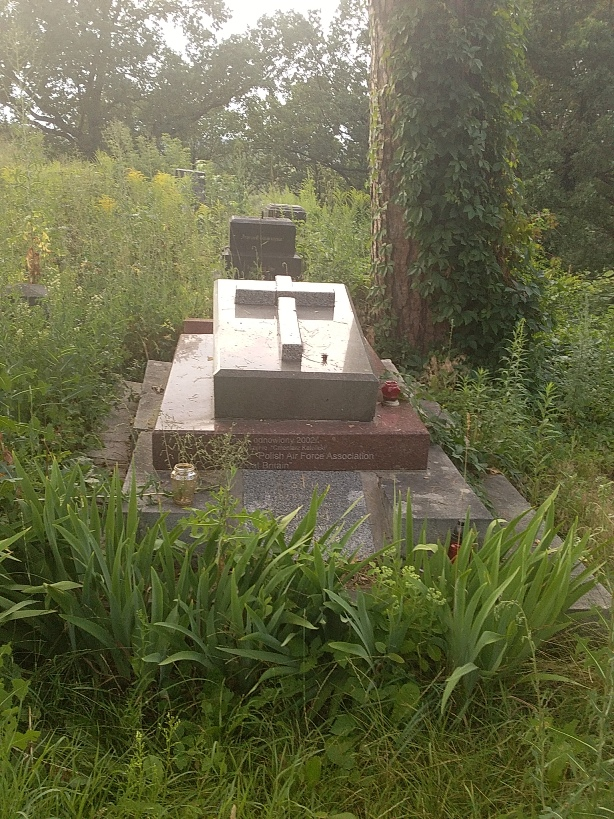
Могила о. Анджея Федуковича

4 листопада 1923 р. він був заарештований за звинуваченням у підтримці нелегальних зв’язків з Польщею і належності до таємної польської організації. Майже два місяці перебував у Житомирському будинку примусових робіт і був звільнений 24 грудня 1923 р. у зв’язку з відсутністю доказів у його справі.
За свідченнями консульських рапортів, о. Анджей Федукович під час ув’язнення перебував у жахливих умовах. За два місяці перебування п’ять тижнів його тримали у «одиночці», де з нього «вибивали» зізнання, морили голодом і холодом. Після звільнення священик був фізично і морально виснаженим. Польська влада почала клопотатися про його повернення до Польщі, щоб священник міг відновити втрачене здоров’я. Єпископ Луцько-Житомирський Ігнатій Дуб-Дубовський написав листа (15 березня 1924 р.) отцю Анджею, у якому рекомендував йому вертатися до Польщі, проте він не встиг скористатися цієї можливістю.
9 травня 1924 р. Анджей Федукович знову потрапив за грати Житомирської в’язниці, а у жовтні   його передали у розпорядження Контррозвідувального відділу ДПУ УСРР в Харкові, де під впливом кількамісячних психічних і фізичних тортур підписав зізнання, що отримував шпигунські інструкції від польського консула в Києві, а також відкритий лист до Папи Римського Пія ХІ, у якому містилось твердження, що переслідування Католицької Церкви в ССРР не існує, а священики заарештовувались лише за звинуваченням у політичній діяльності і шпигунстві на користь Польщі. Лист був надрукований на сторінках радянської преси. 
О. Анджей був звільнений після 16 листопада 1924 р. Повернувшись до Житомира, священик уникав роботи в парафії і спілкування з колегами та віруючими. Польська влада безрезультатно намагалась отримати дозвіл на його повернення до Польщі. 
Після кількох місяців сильної депресії, як свідчать очевидці, вранці 4 березня 1925 р. о. Анджей Федукович, зібравшись на скелю над р. Тетерів, облив себе бензином і підпалив, після чого вирушив у напрямку міста, де його зустріли парафіяни. На запитання, нащо він собі так учинив, він відповів: «Господь Христос терпів за гріхи людей, а я проти народу згрішив, тому мусив себе покарати». Помер о. Анджей після декількох годин перебування у лікарні. Похований на Польському цвинтарі у Житомирі. 

## Наслідки
На похорон о. Анджея прийшло багато священиків та простих людей, які його не звинувачували, а, навпаки, вважали героєм і мучеником Церкви. Радянська влада намагалася використати цю подію у своїх цілях, стверджуючи, що причиною такого вчинку було переслідування священника з боку католицької церкви після написання листа Папі Римському. 